# Geheime missie
Geheime missie (Russisch: Секретная миссия, Sekretnaya missiya) is een Sovjetfilm uit 1950.

## Film
Geheime missie bevat het verhaal dat er tijdens de periode van onttakeling van Nazi-Duitsland in 1944/1945 geheime onderhandelingen zouden zijn geweest tussen de Verenigde Staten en Duitsland om tot een vrede te komen om dan vervolgens samen te spannen tegen de Sovjet-Unie. De geheime dienst van de Sovjet-Unie probeert de onderhandelingen te voorkomen  De propagandafilm om de Sovjet-Unie in een gunstiger daglicht te krijgen, werd uitgebracht door Mosfilm, dat toen aangestuurd werd door Jozef Stalin. Ze werd geregisseerd door Michael Romm. De film ging op 21 augustus 1950 in première.  

## Muziek
Aram Chatsjatoerjan schreef muziek bij zeven scenes van de film. De muziektitels luiden als volgt: 1: Introductie, 2: Onze aanval, 3: Piloot, 4: De Ardennen, 5: Overgave, 6: Verzameling van technici en 7: Finale. 
Chatsjatoerjan schreef de filmmuziek voor een uitgebreid symfonieorkest:
- 3 dwarsfluiten (III ook piccolo), 3 hobo's (III ook althobo), 3 klarinetten (III ook basklarinet), 2 fagotten
- 4 hoorns, 3 trompetten, 3 trombones, 1 tuba
- pauken, percussie, harp
- violen, altviolen, celli, contrabassen

De muziek is in handen van de erfgenamen van de componist.
Loris Tjeknavorian nam in oktober 1995 delen uit de filmmuziek op met het Philharmonisch Orkest van Armenië voor het platenlabel ASV Records (DCA 966). Hij verkoos daarbij niet alle muziek op te nemen.
Het album vertoont de titel:
1. Ouverture (in plaats van introductie),
2. Piloot
3. De Ardennen,
4. Overgave,
5. Bewapening-finale.

De opnamen maakten deel uit van een serie gewijd aan muziek van de Armeense componist; het bleef voor zover bekend de enige opname van deze filmmuziek (op de film na).

## Rolverdeling
| Acteur             | Personage                   |
| ------------------ | --------------------------- |
| Nikolai Komissarov | Senator                     |
| Sergei Vecheslov   | Gawrey                      |
| Yelena Kuzmina     | Marta Shirke                |
| Aleksey Gribov     | General                     |
| Aleksandr Cheban   | General                     |
| Aleksandr Antonov  |                             |
| Vladimir Belokurov | Bormann                     |
| Pyotr Berezov      | Himmler (as Pavel Beryozov) |
| Pavel Gaideburov   | Rogers                      |
| Vladimir Gardin    | Dillon                      |
| Aleksandr Khokhlov | Krupp                       |
| Vasili Makarov     | Dementiev                   |
| Aleksandr Pelevin  | Schellenberg                |
| Mark Pertsovskiy   | Kaltenbrunner               |
| Nikolai Rybnikov   | Vanderkorn                  |
| Vladimir Savelev   | Hitler                      |
| Nikolay Trofimov   |                             |
| Mikhail Vysotsky   |                             |
| Vladimir Gotovtsev | GerMan magnate              |